# Wjatscheslaw Wjatscheslawowitsch Bogazki
Wjatscheslaw Wjatscheslawowitsch Bogazki (russisch Вячеслав Вячеславович Богацкий; * 20. Junijul. / 3. Juli 1913greg. in St. Petersburg; † 16. April 1981) war ein sowjetischer Geologe.

## Leben
Bogazki war der Sohn eines Juristen, der 1924 mit seiner Familie nach Nowosibirsk und dann nach Tomsk ging. 1930 begann Bogazki das Studium am Tomsker Industrie-Institut.
Im 4. Studienjahr wurde Bogazki im April 1935 verhaftet und am 19. Oktober 1935 nach Artikel 58 des Strafgesetzbuches der RSFSR wegen antisowjetischer Agitation zu 5 Jahren Besserungskoloniehaft verurteilt. Während dieser Zeit arbeitete er am Bau der Bahnstrecke Wolotschajewka–Dsjomgi mit und entdeckte und erkundete die Litowko-Braunkohle-Lagerstätte bei Komsomolsk am Amur.
Nach dem Ende der Haft arbeitete Bogazki weiter in der Fernost-Geologie-Verwaltung. Im März 1941 wechselte er zur Westsibirien-Geologie-Verwaltung. Während des Deutsch-Sowjetischen Kriegs wurde er im Frühjahr 1943 zum Senior-Geologen der Irba-Geologie-Expeditionsgruppe im Rajon Kuragino ernannt. Im April kam er in die Geologie-Verwaltung Krasnojarsk.
Im Mai 1949 wurde Bogazki aufgrund einer Denunziation der Prawda-Korrespondentin A. F. Schestakowa verhaftet im Zusammenhang mit dem Krasnojarsker Geologen-Prozess wie auch Alexei Alexandrowitsch Balandin, Jakow Samoilowitsch Edelstein, Iossif Fjodorowitsch Grigorjew, Alexander Grigorjewitsch Wologdin, Michail Petrowitsch Russakow, Michail Michailowitsch Tetjajew, Wladimir Michailowitsch Kreiter, Lew Iossifowitsch Schamanski, Wladimir Klimentjewitsch Kotulski, Alexander Jakowlewitsch Bulynnikow, Igor Wladimirowitsch Lutschizki, Jewgeni Ossipowitsch Pogrebizki, Boris Fjodorowitsch Speranski, Wenedikt Andrejewitsch Chachlow, Felix Nikolajewitsch Schachow und weitere Geologen. Am 28. Oktober 1950 wurde Bogazki von der Sonderkonferenz des NKWD nach Artikel 58 des Strafgesetzbuches der RSFSR wegen Sabotage bei der Suche nach Uranvorkommen in Sibirien zu 15 Jahren Lagerhaft verurteilt mit Einsatz als Geologe im Dalstroi des Innenministeriums. Im Kolyma-Gebiet arbeitete er als wissenschaftlicher Mitarbeiter. Nach Stalins Tod wurde Bogazkis Urteil von 1950 nach Überprüfung durch das Militärkollegium des Obersten Gerichts der UdSSR am 31. März 1954 aufgrund fehlender Beweise aufgehoben.
1954 kehrte Bogazki in die Geologie-Verwaltung Krasnojarsk zurück. 1958–1965 war er Chefgeologe der Verbundexpedition der Geologie-Verwaltung Krasnojarsk. 1959 wurde Bogazkis Urteil von 1935 wegen fehlender Beweise aufgehoben. Er verteidigte 1962 mit Erfolg seine Dissertation über die Lagerstätten der Magnetite vom Hydrosilikat-Typ in Südsibirien für die Promotion zum Kandidaten der geologisch-mineralogischen Wissenschaften. 1970 verteidigte er erfolgreich seine Doktor-Dissertation über die vertikale Ausdehnung der endogenen Prozesse und ihre räumliche und statistische Analyse für die Promotion zum Doktor der geologisch-mineralogischen Wissenschaften.

## Ehrungen, Preise
- Medaille „Für heldenmütige Arbeit im Großen Vaterländischen Krieg 1941–1945“ (1945)
- Regierungspreis für Bewertung und Erkundung der Lagerstätten durch die Irba-Gruppe (1948)
- Bronzemedaille der Ausstellung der Errungenschaften der Volkswirtschaft der UdSSR
- Medaille „Veteran der Arbeit“